# SN 2004gg
SN 2004gg – supernowa typu II-pec odkryta 16 listopada 2004 roku w galaktyce UGC 5234. W momencie odkrycia miała maksymalną jasność 18,50m.